# Berzdorf (Wesseling)

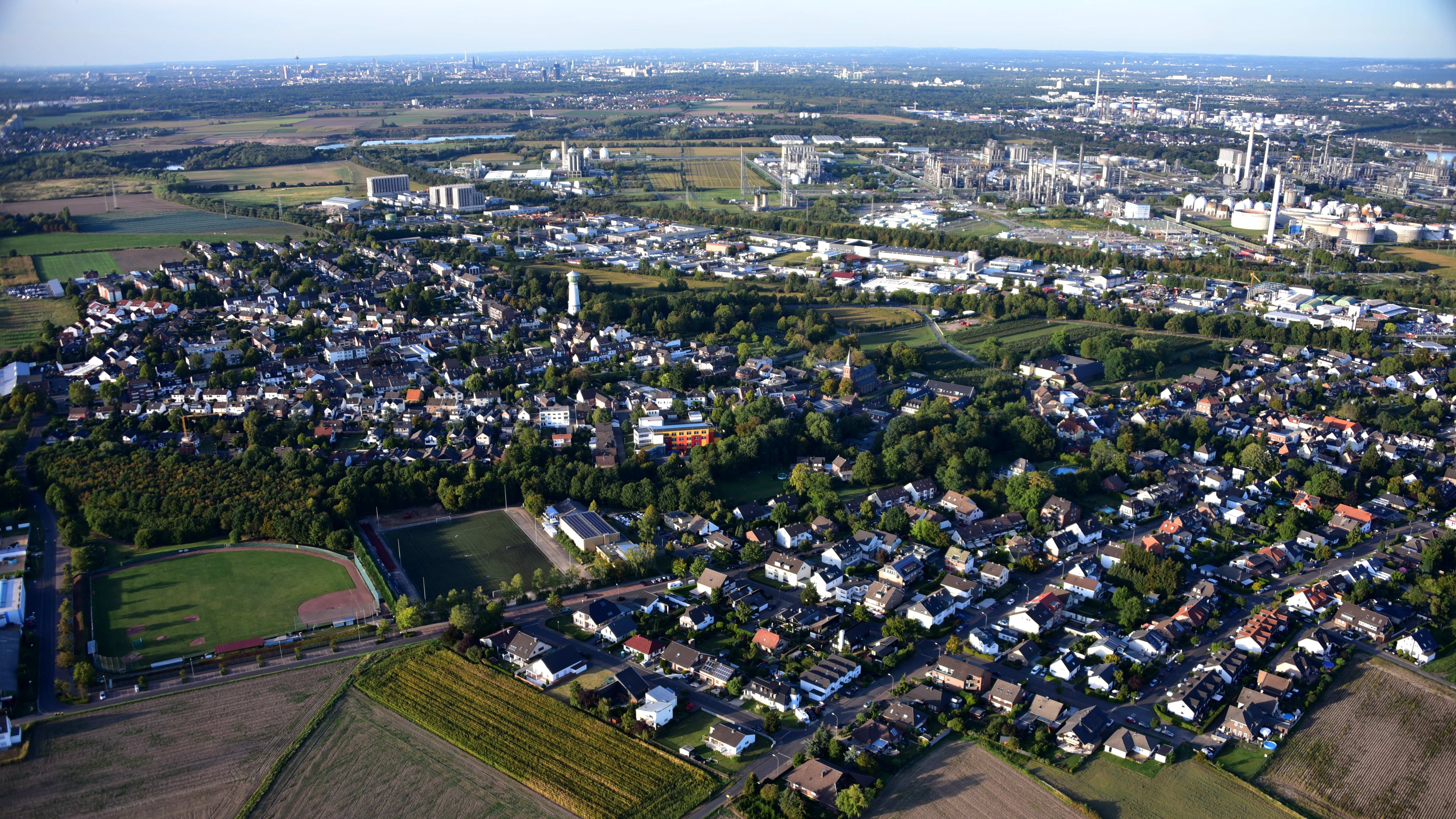
Luftaufnahme Berzdorfs (2019)

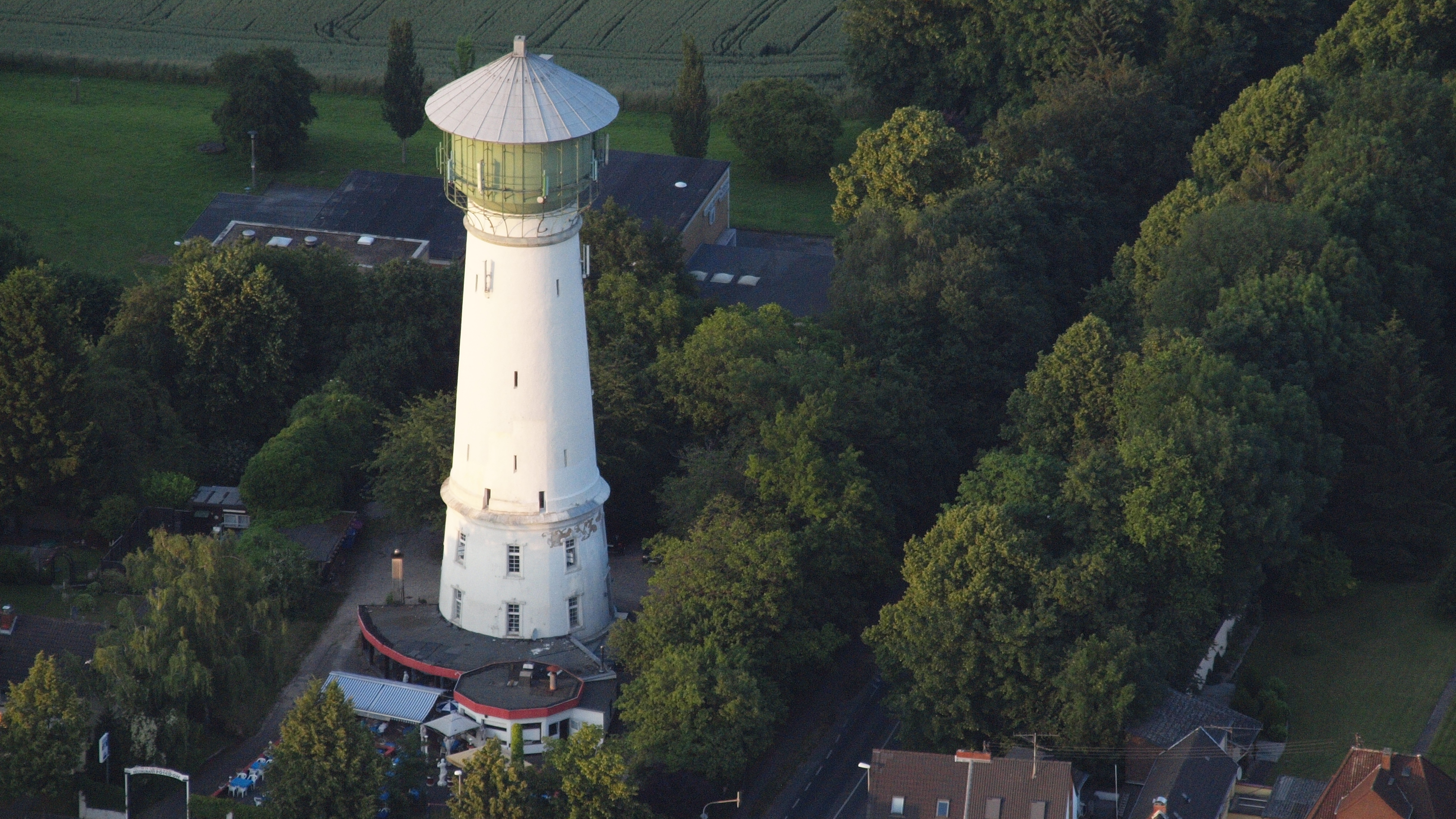
Luftaufnahme des Berzdorfer Wasserturms (2014)

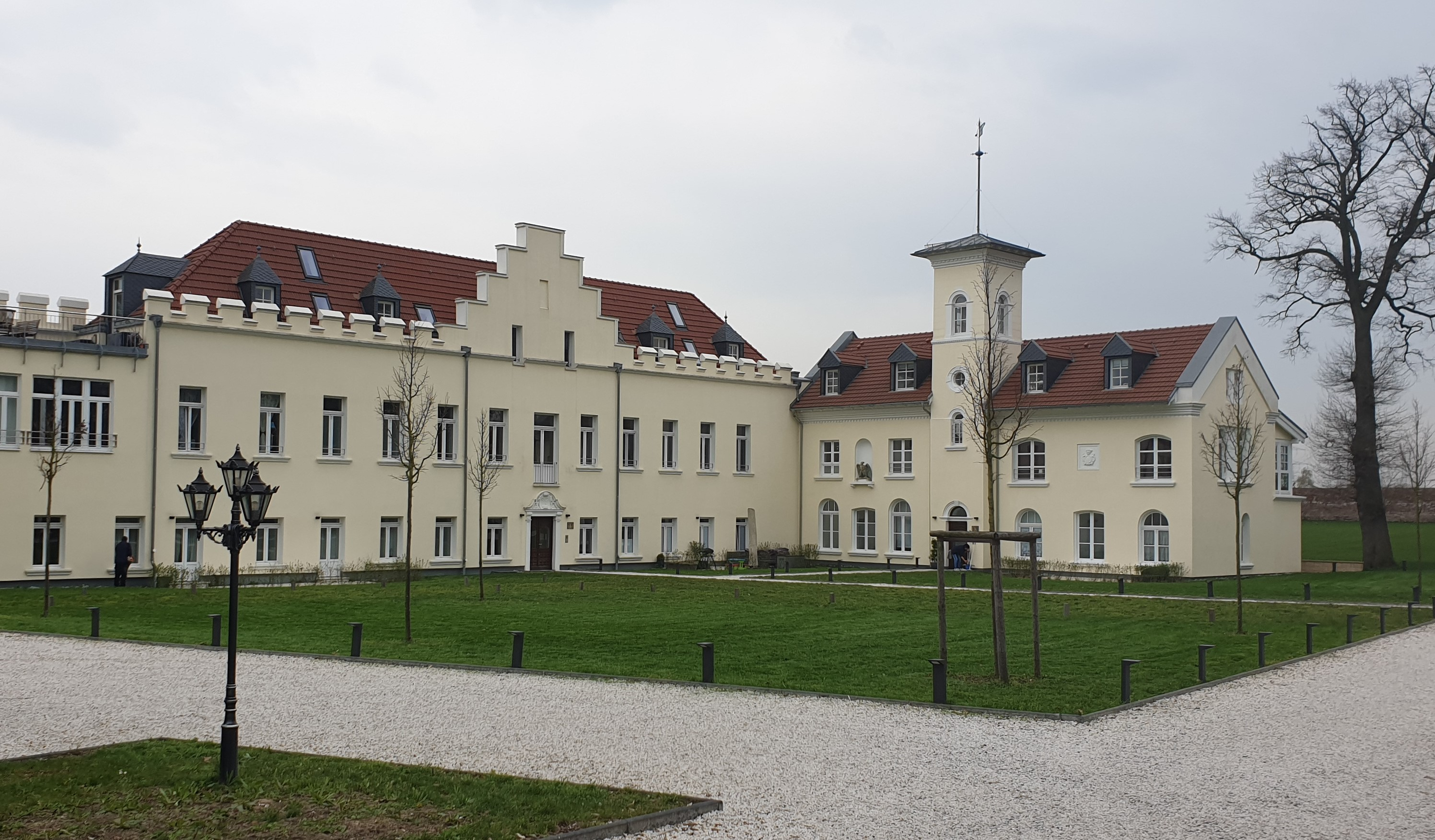
Godorfer Burg im Westen Berzdorfs (2019)

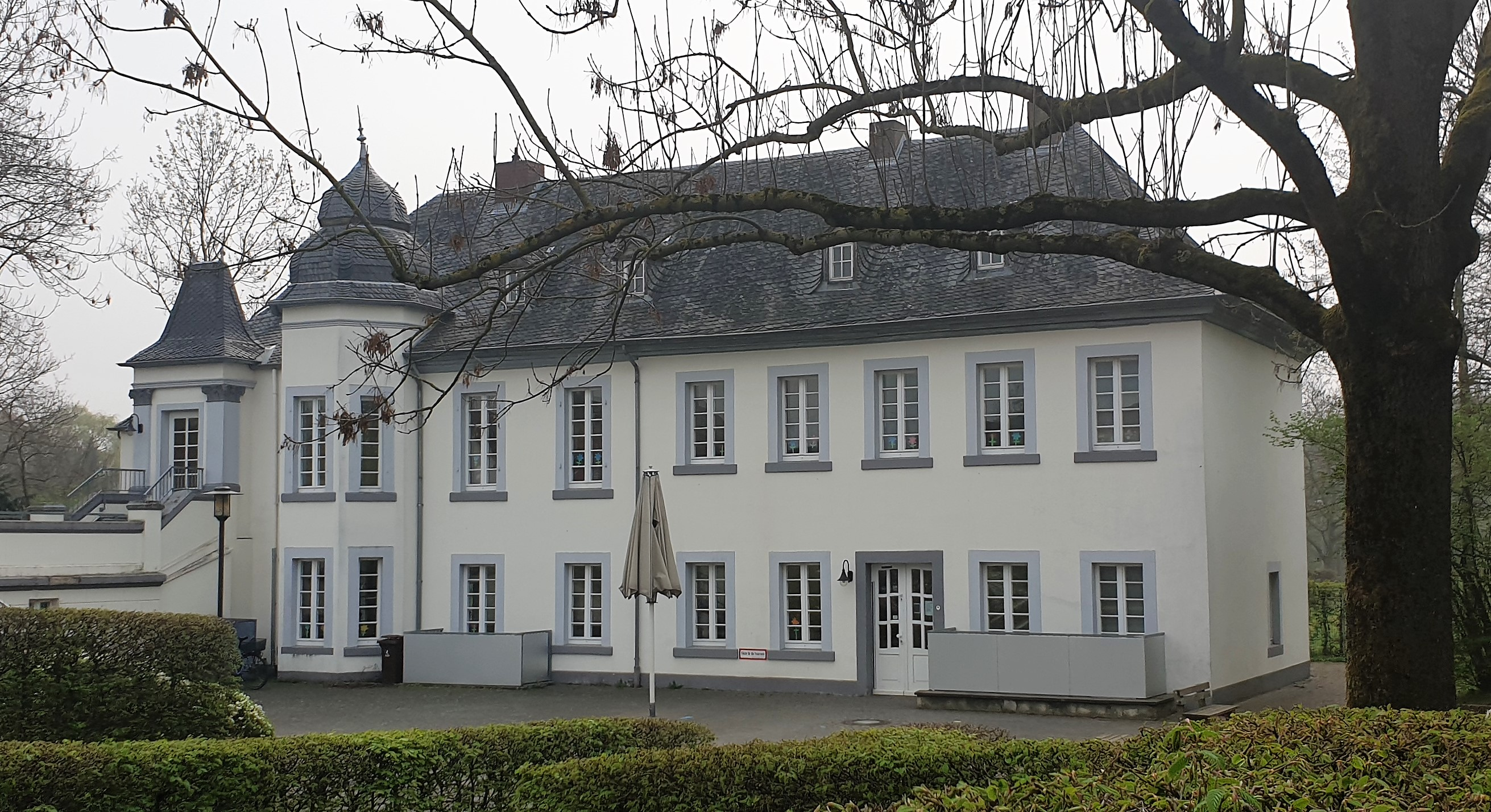
Jagdschloss Entenfang im Südosten Berzdorfs (2019)

Berzdorf ist der nördlichste sowie mit seinen rund 2950 Haushalten der drittgrößte Stadtteil der Stadt Wesseling im Rhein-Erft-Kreis im Südwesten von Nordrhein-Westfalen.

## Geographie
Berzdorf ist umgeben von mehreren Kiesgruben und einer vom traditionellen Ackerbau geprägten Flachlandschaft, liegt jedoch selbst auf einer Vorhügelkette der Ville. Im Norden grenzt der Ort an die Kölner Stadtteile Meschenich und Immendorf, im Westen an die Stadt Brühl mit ihrem innerstädtischen Bezirk Ost, im Süden an den Wesselinger Stadtteil Keldenich und im Südosten an das Wesselinger Naherholungsgebiet Entenfang mit seinen beiden Seen und dem daran anschließenden Vogelschutzgebiet.
Die Kiesgruben im Westen Berzdorfs sollen bis 2027 renaturalisiert werden. Dabei soll auch ein sieben Hektar großer Badesee entstehen. Durch den Kern des Ortes fließt der teilweise unterirdisch geführte Palmersdorfer Bach. Mit 429 Hektar macht Berzdorf etwa 18 Prozent des gesamten Wesselinger Stadtgebietes aus.

## Geschichte
1173 wurde Berzdorf als Bertelsdorf erstmals urkundlich erwähnt. Das mittelalterliche Steuerverzeichnis der Kölner Erzbischöfe erwähnt es nach 1300 als Bertensdorf. Aus der Anfangszeit des Ortes stammt vermutlich das noch heute genutzte Gut Hagenhof, das möglicherweise einst Sitz eines fränkischen Gutsherrn namens Bartel oder Berthold gewesen sein soll.
Landeshoheitlich gehörte Berzdorf bis Ende des 18. Jahrhunderts als Herrlichkeit im Besitz des Kölner Sankt-Gereon-Stiftes zum Amt Brühl im Kurfürstentum Köln. Zusammen mit den Ortschaften Badorf, Eckdorf, Geildorf, Heide, Kierberg, Pingsdorf, Schwadorf und Vochem bildete Berzdorf über das 19. Jahrhundert hinweg eine Samtgemeinde. Von der langen Zugehörigkeit Berzdorfs zu Brühl zeugen noch heute zahlreiche Bauten und Einrichtungen. So nutzt Berzdorf nach wie vor die Telefonvorwahl Brühls, anstelle der von Wesseling, und beherbergt unter anderem das Wasserwerk und die Kläranlage der Stadt Brühl. Auch das traditionsreiche Waggonwerk im Westen Brühls und einige örtliche Vereine tragen weiterhin die Ortsbezeichnung Brühls im Namen.
Ab 1919 unternahm man Versuche, die Samtgemeinde verwaltungspolitisch stärker in die Stadt Brühl einzugliedern, was für die neun Ortschaften jedoch zu kommunalpolitischem Kompetenzverlust geführt hätte. Vor allem in Berzdorf regte sich gegen diese Pläne in Form von Bürgerprotesten, Unterschriftenaktionen und Debatten reger Widerstand. So entging Berzdorf zwar der vollständigen Eingemeindung in die Stadt Brühl, wurde 1932 dafür in das neu eingerichtete Amt Wesseling integriert und nach dessen Auflösung am 1. August 1961 in die damalige Gemeinde und heutige Stadt Wesseling eingemeindet. Vom 1. Januar 1975 bis zur Wiederherstellung der Selbständigkeit der Stadt Wesseling am 1. Juni 1976 gehörte Berzdorf als separater Stadtteil zur Stadt Köln.

## Kultur und Bildung
Das kulturelle Leben wird in Berzdorf vor allem durch zahlreiche Freizeitvereine geprägt. Hierzu zählen die 1872 gegründete Schützenkameradschaft, die seit 1901 bestehende Freiwillige Feuerwehr und eine Reihe von Karnevalsgesellschaften. Im Fußball wird der Ort durch den in der Kreisliga spielenden Fußballverein SSV Berzdorf 1929 vertreten, im Tischtennis wiederum von der TTG 1950 Berzdorf. Des Weiteren ist der 1990 entstandene und Baseball und Softball aktive Sportverein Wesseling Vermins in Berzdorf beheimatet.
Berzdorf verfügt über vier Kindergärten und die katholische Grundschule Brigidaschule.

## Sehenswürdigkeiten
Im Kern des Ortes steht die 1856 nach Plänen des Kölner Baumeisters Heinrich Nagelschmidt im neugotischen Stil erbaute katholische Kirche Schmerzhafte Mutter, die eine kleinere Vorgängerkirche ersetzte. Die Berzdorfer Kirche wurde erstmals 1286 in einer Urkunde des Kölner Sankt-Gereon-Stiftes erwähnt. Aus dem 14. Jahrhundert stammt eine Pietà, die am 23. Dezember 1649, unmittelbar nach Beendigung des Dreißigjährigen Krieges, der Kirche von einem Nikolaus von Ollheim geschenkt wurde. Die Orgel wurde 1869 vom Linnicher Orgelbauer Michael Dautzenberg gebaut. Sehenswert sind darüber hinaus der 1894 in Betrieb genommene Wasserturm an der Langenackerstraße, das aus dem 18. Jahrhundert stammende Jagdschloss Entenfang am gleichnamigen Park und die Godorfer Burg an der Brühler Straße, die 2015 umfangreich restauriert wurde. Architektonisch ist der Ort vor allem durch Niedrigbauarchitektur geprägt, wie Einfamilien-, Reihen- und ältere Gutshäuser in rheinischen Kleinbauernhausstil.

## Wirtschaft und Infrastruktur
Im Norden Berzdorfs befindet sich das wichtigste Industriegebiet der Stadt Wesseling mit zahlreichen Unternehmen aus der Chemie- und Automobilbranche, nordöstlich wiederum das Chemiewerk des Konzerns Lyondell Basell.
Die nächsten Anschlussstellen Berzdorfs an den Autobahnverkehr sind Brühl-Ost an der A 553 und Brühl/Berzdorf sowie Godorf/Wesseling-Nord an der A 555. Der Berzdorfer Bahnhof und der Haltepunkt Berzdorf-Nord wurden bis 1981 von Personenzügen der Querbahn der KBE bedient. Heute findet hier nur noch umfangreicher Güterverkehr der HGK statt, zudem dient der Bahnhof als Güterverkehrstarifpunkt. Mit dem Bus ist Berzdorf über den Linienverkehr der REVG erreichbar, der den Ort mit der KVB-Haltestelle Wesseling-Nord an der Rheinuferbahn sowie dem DB-Bahnhof Brühl verbindet.

## Persönlichkeiten und Politik
Über Berzdorf hinaus bekannt geworden ist der Künstler Hans Geulig (1934–2004), dessen Werk im Wesentlichen aus Monotypien besteht und stark von den Arbeiten des Brühler Künstlers Max Ernst inspiriert ist. Nach einer Handwerksausbildung studierte Geulig 1962 an der Pariser Ecole ABC de Dessin mit abgeschlossenem Diplom. 1972 erhielt er das Max-Ernst-Stipendium der Stadt Brühl und 1991 den Kunstpreis der Stadt Wesseling. Ein Teil seiner Werke ist seit 2002 in der Wesselinger Artothek entleihbar.
Des Weiteren stammt der Politiker Alfons Müller (1931–2003) aus Berzdorf, der von 1976 bis 1994 amtierender Bürgermeister der Stadt Wesseling war.
Der vom Rat der Stadt Wesseling gewählte Ortsbürgermeister Berzdorfs ist seit 2014 Ralf Daniel von der CDU.